# 非洲豬瘟病毒科
非洲豬瘟病毒科（學名：Asfarviridae）是雙鏈DNA病毒中的一個科。

## 分类
2022年ICTV（国际病毒分类委员会）的报告中，非洲豬瘟病毒科下仅有一个物种：
- 非洲豬瘟病毒屬 Asfivirus
  - 非洲猪瘟病毒 African swine fever virus[1]

但是研究表明还有一些病毒可能隶属于该科：
- Abalone asfarvirus[3]
- 地诺DNA病毒 Dinodnavirus（圆鳞异囊藻DNA病毒或hcDNAV）
- Faustovirus
- Kaumoebavirus[4]
- Pacmanvirus[5]
- 从海洋、淡水和陆地栖息地进行环境采样后发现的其他基因组。

## 外部連結
- ICTV Online (10th) Report: Asfarviridae[]
- 醫學主題詞表（MeSH）：Asfarviridae
- ICTVdb
- Viralzone: Asfarviridae（页面存档备份，存于）